# Список заслуженных военных лётчиков СССР
В настоящем списке представлены заслуженные военные лётчики СССР, получившие это почётное звание. Список содержит информацию о годе присвоения звания.

## 1965—1969 годы

### 1965
Указ Президиума ВС СССР № 408 от 19.08.1965 г.
- Бабаев, Александр Иванович (лётчик) (1923—1985)
- Бабков, Василий Петрович (1918—2001)
- Власенко, Георгий Григорьевич (1919—1976)
- Гладков, Борис Георгиевич (1913—1991)
- Долгов, Анатолий Кузьмич (1917—1975)
- Дольников, Григорий Устинович (1923—1996)
- Драгомирецкий, Владимир Порфирьевич (1914—1979)
- Кадомцев, Анатолий Леонидович (1920—1969)
- Карих, Анатолий Васильевич (1919—1979)
- Катрич, Алексей Николаевич (1917—2004)
- Коробчак, Николай Иванович (1918—1981)
- Кузнецов, Георгий Андреевич (1923—2008)
- Мантуров, Паисий Филиппович (1923—2016)
- Мироненко, Александр Алексеевич (1918—1999)
- Молин, Валентин Васильевич (1923—2006)
- Павлов, Григорий Родионович (1920—1994)
- Панченко, Пётр Петрович (1922—1997)
- Решетников, Василий Васильевич (1919—2023)
- Савельев, Александр Алексеевич (лётчик) (1924)
- Савельев, Виктор Дмитриевич (1918—1974)
- Савицкий, Евгений Яковлевич (1910—1990)
- Сазонов, Игорь Александрович (1923)
- Семёнов, Евгений Михайлович
- Синюкаев, Василий Михайлович (1923—1994)
- Сметанин, Фёдор Иванович (1919—1995)
- Соколов, Евтихий Фёдорович (1922)
- Стёпочкин, Константин Андреевич (1921—2001)[1]
- Томашевский, Александр Николаевич (1917—1986)
- Чернов, Александр Дмитриевич (1923—1998)[2]

### 1966
Указ Президиума ВС СССР № 794 от16.08.1966 г.
- Абрамов, Иван Ефимович (1922)
- Базанов, Пётр Васильевич (1921—2005)
- Безбоков, Владимир Михайлович (1922—2000)
- Боровых, Андрей Егорович (1921—1989)
- Бридигин, Илья Тарасович (1920—1978)
- Выборнов, Александр Иванович (1921—2015)
- Горничев, Алексей Алексеевич (1923—199)
- Гузеев, Иван Александрович (1919)
- Ермаков, Владимир Яковлевич
- Ефромеенко, Яков Никонорович (1917—1992)
- Зотов, Николай Васильевич (1921—1993)
- Иванов, Анатолий Леонидович (1920)
- Калей, Николай Филиппович (1919)
- Кирсанов, Пётр Семёнович (1919—1991)
- Колядин, Виктор Иванович (1922—2008)
- Кутахов, Павел Степанович (1914—1984)
- Лобачёв, Иван Савельевич
- Медведев, Виктор Иванович (лётчик)
- Мелехин, Борис Дмитриевич (1919—2008)
- Меркулов, Владимир Иванович (1922—2003)
- Плотников, Павел Артемьевич (1920—2000)
- Пронин Александр Георгиевич (1917—1992)
- Пушкин, Анатолий Иванович (1915—2002)
- Родионов, Николай Николаевич (лётчик)
- Сизов, Николай Иванович (лётчик)
- Степаненко, Иван Никифорович (1920—2007)
- Шацкий, Александр Сергеевич (1920—2013)
- Шинкаренко, Фёдор Иванович (1913—1994)
- Шишков, Михаил Фёдорович (1921—2015)
- Щетина, Пётр Савельевич (1924—2006)
- Якименко, Антон Дмитриевич (1913—2006)

### 1967
Указ Президиума ВС СССР № 362 от 08.07.1967 г.
- Адрианов, Николай Тимофеевич
- Балаганский, Олег Александрович (1920—1977)
- Бухарин, Евгений Григорьевич
- Гарсеванишвили, Фёдор Давыдович
- Гольберг, Константин Иванович (1919)
- Дорофеев, Николай Ефимович (1922—1986)
- Жуков, Владимир Иванович
- Жуковский, Сергей Яковлевич (1918—1980)
- Зюзин, Алексей Васильевич
- Иконников, Владимир Дмитриевич (1920—2000)
- Климов, Павел Дмитриевич (1920—1992)
- Кобяков, Михаил Степанович
- Ковалевский, Иван Нестерович
- Колодников, Василий Александрович
- Конюхов, Алексей Иванович
- Крючков, Василий Иванович
- Кузнецов, Николай Иванович (лётчик)
- Кузнецов, Николай Фёдорович (1916—2000)
- Кушниров, Георгий Ильич (1923)
- Леонтьев, Александр Егорович
- Любченко, Мстислав Сергеевич (1926)
- Матвеев, Николай Егорович (1922)
- Микоян, Алексей Анастасович (1925—1986)
- Одинцов, Михаил Петрович (1921—2011)
- Оноприенко, Филипп Петрович (1919—2005)
- Орехов, Владимир Александрович (1921—1997)
- Пакилев, Георгий Николаевич (1922—2008) (в 1980 году лишён звания)
- Палагин, Николай Константинович (1922—1996)
- Петухов, Иван Григорьевич
- Платунов, Константин Васильевич (1922)
- Пономаренко, Владимир Васильевич (1914—2001)
- Попков, Виталий Иванович (1922—2010)
- Поташов, Анатолий Васильевич (1923)
- Прокопенко, Фёдор Фёдорович (1916—2007)
- Пстыго, Иван Иванович (1918—2009)
- Пятков, Алексей Захарович (1913—1998)
- Рязанов, Алексей Константинович (1920—1992)
- Санин, Александр Евсеевич (1923—2007)
- Селиванов, Виктор Иванович (лётчик)
- Стародубцев, Александр Тимофеевич
- Степанов, Александр Сергеевич (лётчик)
- Узлов, Александр Васильевич
- Уромов, Владимир Васильевич
- Ушморов, Анатолий Евгеньевич (1923)
- Харитонов, Алексей Семёнович
- Чернышев, Валентин Николаевич (1918)
- Шадрин, Геннадий Алексеевич (1922—1999)
- Шаульский, Иван Максимович (1923)
- Шкодин, Николай Иванович (1922)
- Югер, Павел Яковлевич (1923—2006)
- Ярославский, Фрунзе Емельянович (1924—1983)

### 1968
Указ Президиума ВС СССР № 308 от16.08.1968 г.
- Беликов, Тимофей Тимофеевич (1924)
- Бельцов, Георгий Степанович (1918—2005)
- Воронов, Владимир Иванович (генерал) (1923—2004)
- Гладков, Иван Фёдорович (1928—1971)
- Голодников, Николай Герасимович (1921—2010)
- Горелов, Сергей Дмитриевич (1920—2009)
- Гуляев, Сергей Арсентьевич (1918—2000)
- Давидков, Виктор Иосифович (1913—2001)
- Егоров, Михаил Иванович (лётчик)
- Жданов, Василий Иванович (лётчик)
- Иванов, Георгий Петрович (1927)
- Клюев, Алексей Нефёдович (1921)
- Константинов, Борис Михайлович (1923—1997)
- Корочкин, Владимир Фёдорович (1927—2003)
- Курашов, Леонид Николаевич (1922—1984)
- Морозов, Леонид Иванович (1922)
- Москвителев, Николай Иванович (1926—2020)
- Мурнин, Евгений Александрович (1921)
- Мухин, Александр Николаевич (лётчик) (1921)
- Мышко, Владимир Антонович (1927—2003)[3]
- Панфилов, Михаил Николаевич
- Плохов, Алексей Александрович (1921—2006)
- Поляков, Борис Семёнович
- Ривкин, Борис Миронович (1919—2004)
- Рябов, Константин Андреевич (1923—2001)
- Саакян, Артём Седранович (1925)
- Скрипунов, Василий Афанасьевич (1920)
- Соколов, Евгений Сергеевич (1923—1999)
- Суслов, Олег Борисович
- Трофимов, Евгений Фёдорович (1920—1981)
- Шилов, Владимир Алексеевич (1921)
- Шиханов, Иван Васильевич
- Шмонов, Алексей Сергеевич (1923)

### 1969
Указ Президиума ВС СССР № 316 от 15. 08. 1969 г.
- Агурин, Леонид Иванович (1923—1993)
- Алятин, Владимир Алексеевич
- Бородкин, Глеб Николаевич
- Вахнов, Владимир Сергеевич
- Глущенко, Ефим Ефимович (1923—2002)[4]
- Горохов, Алексей Яковлевич
- Данилов, Иван Гаврилович (1923—1975)
- Дедиков, Василий Семёнович (1923)
- Ёлкин, Анатолий Петрович (1926—2007)
- Жолобов, Николай Александрович (1923)
- Зайцев, Владимир Иванович (лётчик) (1921—1989)[5]
- Каснерик, Михаил Константинович (1923—2015)
- Козинов, Пётр Никитович (1923—1972)[6]
- Коробов, Сергей Иванович (1922—1995)[7]
- Луцкий, Владимир Александрович (1918—1976)
- Макаров, Александр Михайлович
- Оськин, Василий Степанович (1922—1991)[8]
- Павловский, Илья Михайлович (1923—1982)
- Пастухов, Гертруд Павлович (1927)
- Пинчук, Николай Григорьевич (1921—1978)
- Сирапионов, Павел Иванович
- Соловьёв, Василий Петрович (лётчик) (1923—1997)
- Тимофеев, Анатолий Петрович
- Цедрик, Константин Терентьевич (1909—1994)
- Шибанов, Николай Васильевич (1923—1984)

## 1970—1979 годы

### 1970
Указ Президиума ВС СССР № 344 от 17.08.1970 г.
- Беляев, Владимир Александрович (лётчик) (1924)
- Верхолётов, Юрий Александрович
- Войцицкий, Игорь Михайлович
- Гладилин, Владимир Васильевич (1921—2015)
- Глазков, Владимир Иванович (лётчик) (1924)
- Гончаров, Пётр Иванович (лётчик)
- Дмитриев, Игорь Михайлович (1929—2007)
- Дыдыгин, Михаил Илларионович (1920)
- Дятлов Георгий Иванович
- Ефимов, Александр Николаевич (1923—2012)
- Зайвый, Анатолий Алексеевич (1922)
- Звыков, Анатолий Григорьевич (1923)
- Иванов, Дмитрий Алексеевич (лётчик) (1929—2008)
- Клочихин, Леонид Михайлович (1928—1991)
- Копосов, Пётр Васильевич (1922)
- Куличев, Иван Андреевич (1920—1979)
- Лискин, Семён Петрович
- Лыскин, Николай Петрович (1929)
- Марченко, Александр Иванович (лётчик)
- Масалитин, Пётр Николаевич (1929—2020)
- Меняйленко, Георгий Николаевич
- Михалкин, Андрей Борисович
- Нефёдов, Александр Яковлевич (1925)
- Пшеничников, Павел Васильевич (1923—1980)[9]
- Пырков, Николай Иванович
- Ручков, Виктор Евтихиевич
- Савельев, Владимир Николаевич
- Савчук, Семён Федотович (1924)
- Скорняков, Георгий Павлович (1929—2002)
- Сомов, Сергей Алексеевич (1920—2011)
- Староверов, Борис Иванович (1927)
- Ткачёв, Виктор Фёдорович (1923)
- Федосеев, Пётр Петрович (1923)
- Харин, Леонид Андреевич
- Щипков, Виктор Васильевич (1923—1998)[10]
- Яблоновский, Юрий Михайлович (1929—2000)

### 1971
Указ Президиума ВС СССР № 346 от 17.08.1971 г.
- Баевский, Георгий Артурович (1921—2005)
- Баранов, Александр Степанович (1923)
- Баранов, Николай Васильевич (лётчик)
- Беда, Леонид Игнатьевич (1920—1976)
- Беспалов, Виктор Фёдорович (1927-20??)
- Быков, Юрий Алексеевич (1926—?)
- Галаган, Леонид Владимирович (1928)
- Горбунов, Иван Владимирович (1924—2001)
- Гришин, Виктор Иванович (лётчик) (1929)[11]
- Грошев, Анатолий Иванович (1922—1988)
- Давыдов, Иван Григорьевич (лётчик) (1926)
- Добровольский, Леонид Степанович (1923—2010)
- Жигалкович, Николай Николаевич
- Карпачевский, Рэм Александрович (1929)
- Лакатош, Владимир Павлович (1923—2014)
- Лёвин, Октябрь Никанорович (1929)
- Лупинос, Михаил Павлович (1923)
- Ляшенко, Василий Григорьевич (1926)
- Малютин, Тимофей Савастьянович (1930)
- Свиридов, Иван Дмитриевич (1924—1999)
- Скоморохов, Николай Михайлович (1920—1994)
- Сутягин, Николай Васильевич (1923—1986)
- Сытник, Олег Иванович (1923—200..)
- Тимаков, Константин Лаврентьевич
- Щербина, Николай Павлович
- Ялин, Владимир Фёдорович(1923)[12]

### 1972
Указ Президиума ВС СССР № 313 от 18.08.1972 г.
- Бабичев, Алексей Иванович (1921—1985)
- Болотников, Евгений Михайлович (1927)
- Бурмистров, Михаил Николаевич
- Голубев, Сергей Васильевич (1923—2007)
- Гуржий, Илья Дмитриевич
- Дубинский, Владимир Иванович(1930—2013)[14]
- Дударенко, Александр Иванович (1923—2013)
- Жидецкий, Бронислав Викторович
- Захаров, Виктор Васильевич
- Здатченко, Василий Михайлович (1929)
- Иванников, Владимир Васильевич
- Иванцов, Пётр Петрович (1930)
- Ковальчук, Александр Григорьевич
- Козлов, Николай Васильевич (лётчик)
- Куликов, Иван Михайлович (лётчик) (1923—1980)
- Мегеря, Анатоий Михайлович (1931)
- Надточиев, Анатолий Валентинович (1927)
- Немцевич, Юрий Юрьевич (1928—2003)
- Нестеренко, Василий Георгиевич
- Оськин, Дмитрий Павлович (1919—2004)
- Пургин, Николай Иванович (1923—2007)
- Рыбкин, Сергей Иванович (1927)
- Сизов, Василий Васильевич
- Скляров, Георгий Васильевич(1926)[15]
- Субботин, Константин Константинович (1931—2024)
- Тарудько, Анатолий Денисович
- Фёдоров, Владимир Степанович (1924)
- Харламов, Семён Ильич (1921—1990)
- Хижняк, Анатолий Иванович (1932)
- Шульженко, Андрей Павлович(1925)[16]

### 1973
Указ Президиума ВС СССР № 363 от 17.08.1973 г.
- Абрамов, Владимир Семёнович
- Алёхин, Юрий Григорьевич (1931—2015)
- Андреев, Александр Петрович (генерал-полковник) (1923—2020)
- Андрющенко, Всеволод Романович
- Балугов, Борис Акимович (1932)
- Баранников, Николай Васильевич (1926)
- Белков, Николай Александрович
- Бондаренко, Семён Ефимович
- Бородин, Владимир Иванович (1930—1979?)
- Васильев, Василий Фёдорович (лётчик)
- Владимиров, Юрий Абрамович
- Гайдаенко, Иван Дмитриевич (1919—2023)
- Гвозденко, Николай Прокофьевич (1930—2004)
- Голиченко, Виктор Степанович (1922—2000)
- Голубков, Виктор Васильевич
- Гончаренко, Иван Иванович (1923—2016)
- Ежков, Владимир Иванович (1921—1986)
- Заболоцкий, Анатолий Иванович (1928—2015)
- Золотарь, Фёдор Иванович
- Иванов, Анатолий Николаевич (лётчик) (1930)
- Иевлев, Валентин Владимирович (1927—1978)
- Каргинов, Мурат Азаматович (1932—1998)
- Коробейников, Виталий Антонович (1923—2013)
- Лавров, Алексей Дмитриевич
- Ленгаров, Олег Владимирович (1931—2015)[17]
- Лихачёв, Виктор Кириллович (1921—1982)
- Малеев, Виктор Александрович
- Манжур, Борис Константинович (1932)
- Мачавариани, Константин Давидович(1929—2010)[18]
- Машкей, Анатолий Данилович
- Недодаев, Владимир Кириллович (1922)[19]
- Новиков, Виктор Иванович (лётчик)
- Новиков, Илья Николаевич
- Павлов, Георгий Васильевич (генерал-лейтенант) (1927—1981)
- Павловский, Анатолий Иванович (1926—1990)
- Писаренко, Анатолий Павлович (1923)[20]
- Подольский, Владимир Данилович (1928—2014)[21]
- Полтавцев, Николай Лукич (1927)
- Полюшкин, Валентин Павлович
- Поляков, Василий Афанасьевич
- Пономаренко, Анатолий Степанович (1934)
- Стрельченко, Александр Павлович (1928)
- Торосян, Артемий Левонович (1929)
- Флягин, Алексей Иванович
- Фукалов, Апполинарий Ильич (1922—1993)
- Шмырков, Генрих Иванович (1927)

### 1974
Указ Президиума ВС СССР № 567 от 16.08.1974 г.
- Абазаров, Борис Алексеевич (1932)
- Басистов, Георгий Петрович
- Баусов, Николай Михайлович
- Буравков, Игорь Евгеньевич (1935)
- Вагин, Александр Георгиевич (1919)[22]
- Викторов, Константин Андреевич
- Волков, Александр Никитович (1929—2005)
- Гудима, Виктор Митрофанович
- Дашкевич, Владимир Иванович
- Долгов, Виктор Васильевич (1936)
- Железнов, Анатолий Георгиевич (1932)
- Жихарев, Александр Фёдорович (1922—2003)
- Захаров, Лев Николаевич (лётчик)
- Карпов, Александр Николаевич (лётчик)
- Карпов, Лев Михайлович
- Ковальков, Иван Васильевич (1926)
- Колупаев, Геннадий Васильевич (1929—2009)
- Кровный, Дмитрий Васильевич
- Кузнецов, Юрий Александрович (лётчик)
- Курнииов, Александр Георгиевич
- Лавров, Михаил Николаевич (1924—1998)[23]
- Лебедев, Владимир Петрович (1932)
- Матросов, Михаил Васильевич (1921)[24]
- Ноздрачёв, Владимир Викторович
- Парфёнов, Александр Андреевич
- Порошенко, Леонид Степанович (1927)
- Портянченно, Иван Афанасьевич
- Прахов, Николай Павлович
- Резниченко, Владимир Борисович (1932—2007)
- Скарюкин, Владимир Васильевич
- Стриженов, Анатолий Ефимович
- Сучилин, Юрий Сергеевич
- Тарасов, Алексей Лукьянович
- Чушев, Михаил Дмитриевич (1923—1993)
- Шиганов, Римма Данилович
- Штода, Анатолий Моисеевич

### 1975
Указ Президиума ВС СССР № 536 от 14.08.1975 г.
- Бабенко, Алексей Фёдорович (1923—1996)
- Блинов, Руслан Николаевич (1928)[25]
- Вертель, Николай Федосович (1929)[26]
- Власов, Николай Андреевич (1934—1985)
- Гвоздев, Юрий Сергеевич
- Дикарев, Борис Сергеевич
- Заика, Михаил Павлович (1930—2016)
- Захаров, Иван Алексеевич (1924—2002)
- Зимин, Виктор Иванович (1930)
- Комягин, Пётр Иванович (1929—2014)
- Крюков, Николай Петрович (1935—2023)
- Лантрат, Михаил Мефодьевич (1927)
- Лёцис, Юрий Вильгельмович
- Лизогуб, Владимир Андреевич (1931)[27]
- Михалевич, Олег Вадимович
- Молчанов, Борис Михайлович
- Морин, Анатолий Прохорович (1936—1994)
- Невежин, Юрий Никитович
- Орлов, Генрих Михайлович (1933)[28]
- Петраков, Олег Егорович (1938)
- Потапов, Виктор Павлович (1934—2021)
- Рыбальченко, Юрий Викторович (1929)
- Сапронов, Генрих Николаевич (1930)
- Ситкин, Владимир Тимофеевич (1922—1983)
- Филатенков, Виктор Павлович
- Царьков, Владимир Георгиевич (1933—2022)
- Чесноков, Виктор Васильевич

### 1976
Указ Президиума ВС СССР № 486 от 13.08.1976 г.
- Аввакумов, Николай Александрович (1932)[29]
- Анкудинов, Михаил Иванович
- Андреев, Вадим Константинович (1927—2020)
- Аревшатян, Айген Енокович
- Бельцев, Георгий Владимирович (1935)
- Бояковский, Вилен Иванович (1931)
- Владимиров, Юрий Владимирович
- Городецкий, Василий Васильевич (1934)[30]
- Гудков, Юрий Семёнович (1936)
- Дворников, Михаил Семёнович (1922)[31]
- Долготелесов, Анатолий Дмитриевич (1932)
- Есин, Валентин Егорович (1928)
- Зверев, Юрий Петрович (1931—2020)[32]
- Зорин, Валентин Михайлович (1932—1999)
- Ивкин, Иван Иванович (1930 — 2024)
- Кадышев, Владислав Филиппович (1928—1977)
- Кошелев, Александр Алексеевич
- Кузнецов, Михаил Михайлович (1931—2000)
- Куликов, Николай Михайлович (1928)
- Левицкий, Владимир Сергеевич
- Лысяков, Александр Александрович
- Мельников, Александр Афанасьевич (лётчик) (1930)
- Никитов, Владимир Алексевич
- Ныров, Валентин Ефимович (1920)
- Пищулин, Константин Иванович (1926)
- Пырьев, Борис Иванович
- Самойлов, Константин Борисович (1930)
- Сараев, Евгений Николаевич
- Сафонов, Валентин Поликарпович (1931—2010)
- Тихонов, Николай Иванович (лётчик)
- Филь, Михаил Афанасьевич (1930)
- Цоколаев, Эльдар Вениаминович (1926—2006)
- Шукшин, Валерий Степанович (1930—2023)[33]

### 1977
Указ Президиума ВС СССР № 526 от 18.08.1977 г.
- Агафонов, Владимир Афанасьевич (1925(4))
- Асадуллин, Раис Абдуллович
- Бакай, Вилен Иванович
- Баранкевич, Анатолий Игнатьевич (1932—2000)
- Беликов, Юрий Николаевич (1931—2018)[34]
- Бобровский, Альберт Иванович (1931—2020)
- Борисов, Константин Борисович
- Горбачёв, Владимир Александрович
- Грачёв, Виталий Анатольевич
- Грицына, Иван Маркович
- Долгих, Анатолий Васильевич (1932—1989)[35]
- Дьяченко, Владимир Васильевич (1931)
- Егоров, Владимир Иванович
- Жаботинский, Василий Петрович
- Клюев, Михаил Алексеевич (1934)
- Ковалёв, Иван Никифорович
- Колесов, Геннадий Николаевич (1938)
- Куликов, Юрий Васильевич
- Макаренко, Алексей Павлович
- Мельников, Юрий Яковлевич
- Михайлин, Юрий Дмитриевич
- Михайлов, Алексей Андрианович (1930—2019)
- Михеев, Анатолий Тимофеевич
- Назаренко, Владимир Николаевич
- Нефёдов, Фёдор Григорьевич (1927—1993)
- Орлов, Олег Гаврилович (1929—1997)[36]
- Пантелеев, Евгений Иванович
- Решетников, Владимир Иванович
- Сизов, Григорий Петрович (1935)
- Силин, Александр Николаевич
- Ситченко, Владимир Михайлович (1935)
- Соколов, Владимир Александрович (лётчик)
- Степанов, Александр Никифорович (1921)
- Фархутдинов, Файт Файзрахманович
- Хахалов, Вадим Николаевич (1932—1981)
- Шишкин, Владимир Семёнович (1931)
- Ярчук, Аркадий Григорьевич

### 1978
Указ Президиума ВС СССР № 535 от 17.08.1978 г.
- Абрамов, Анатолий Васильевич (лётчик)
- Бандуркин, Владимир Фёдорович (?-1995)
- Бармин, Вениамин Петрович (1934) (в 1980 году лишён звания)
- Белоножко, Пётр Иванович (1928)
- Бобров, Дмитрий Васильевич (1932)
- Богданов, Виктор Степанович (1935)
- Борсук, Анатолий Фёдорович (1930)
- Волков, Альберт Дмитриевич (1932—1996)[37]
- Забава, Владимир Иванович (1934—2015)[38]
- Закревский, Александр Николаевич (1929—2004)
- Иванов, Игорь Семёнович (1933)
- Иноземцев, Александр Алексеевич (1926)
- Корсун, Виктор Семёнович
- Кузнецов, Юрий Иванович (лётчик)
- Лашко, Владимир Федосеевич (1935)
- Логачёв, Николай Фёдорович
- Макушкин, Николай Иванович (1927)
- Марченко, Юрий Михайлович
- Маслов, Сергей Николаевич (лётчик) (1933—2011)[39]
- Петров, Виталий Павлович
- Пуд, Николай Данилович (1929)
- Сорокин, Владимир Александрович
- Супран, Лев Леонидович
- Тягунов, Виктор Фёдорович
- Федеряков, Геннадий Иванович (1919—1982)
- Чариков, Анатолий Павлович (1927)[40]
- Червинский, Вадим Андреевич (1931)
- Черниченко, Александр Евсеевич
- Шабаев, Виктор Алексеевич
- Шабанов, Владимир Яковлевич
- Штурбин, Вячеслав Иванович
- Эхтов, Павел Трофимович

### 1979
Указ Президиума ВС СССР № 568 от 17.08.1979 г.
- Алексенцев, Валентин Васильевич (1927)
- Андреев, Радий Иванович
- Базаров, Анатолий Михайлович (1935—2001)
- Балин, Виктор Андреевич
- Басов, Вячеслав Михайлович
- Воронцов, Владимир Константинович
- Гречко, Анатолий Тихонович (1934)
- Дмитриев, Владимир Борисович
- Ермаков, Олег Николаевич (лётчик) (1934)
- Есиповский, Эдуард Михайлович
- Жолобов, Леонид Васильевич (1932)
- Задорин, Юрий Владимирович
- Зиновьев, Иван Николаевич
- Иванов, Пётр Петрович
- Ковалевский, Александр Владимирович (1933)
- Козлитин, Василий Данилович
- Коротюк, Константин Андреевич
- Корышев, Владимир Васильевич
- Куцов, Николай Дмитриевич
- Мелконян, Альберт Мкртычевич
- Недзелюк, Павел Матвеевич (1931—2000)[41]
- Обидин, Геннадий Степанович (1935)[42]
- Однолько, Анатолий Фёдорович (?—?)[43]
- Пилюгин, Василий Иванович (1933)
- Пироженко, Иван Семёнович
- Русаков, Роберт Александрович (1934)
- Сеньков, Климентий Анатольевич
- Скобенин, Геннадий Иванович
- Смирнов, Виктор Иванович (лётчик) (1934)
- Стёпкин, Фёдор Тимофеевич (1928—2019)
- Уткин, Герман Алексеевич
- Хрипков, Николай Михайлович (1934)
- Цибизов, Владимир Иванович (1932—2007)
- Чайкин, Николай Яковлевич (лётчик)

## 1980—1988 годы

### 1980
Указ Президиума ВС СССР № 710 от 15.08.1980 г.
- Александров, Алексей Алексеевич
- Антонов, Владимир Трофимович
- Бурков, Евгений Иванович (1934)
- Векшин, Игорь Сергеевич (1936)
- Галкин, Виталий Александрович
- Гаранин, Виктор Петрович (1933)
- Гонченко, Виктор Васильевич
- Гришин, Владимир Лукьянович
- Долганов, Юрий Георгиевич
- Ефстафьев, Рем Георгиевич
- Капранов, Юрий Александрович (1937)
- Козлов, Лев Васильевич (1936—2004)
- Коломиец, Анатолий Иванович
- Костромин, Лев Николаевич (1941)
- Меленный, Владимир Степанович
- Михайловский, Евгений Александрович (1941—2025)
- Носов, Леонид Петрович (1932—2023)
- Резанов, Валерий Иванович (1931)
- Рюме, Александр Александрович
- Скиданов, Семён Иванович
- Тараненко, Юрий Михайлович (1936)[44]
- Фадеев, Николай Николаевич (1936)[45]
- Цвет, Евгений Александрович
- Шулепов, Геннадий Николаевич (1932)
- Шушпанов, Павел Степанович (1926—2017)[46]

### 1981
Указ Президиума ВС СССР № 549 от 14.08.1981 г.
- Андреев, Владимир Иванович (1942—2025)
- Бережной, Игорь Александрович (лётчик)
- Бобряков, Борис Иванович
- Будников, Анатолий Владимирович (1936)
- Буланкин, Виктор Сергеевич (1935)[47]
- Волков, Алексей Александрович (лётчик)
- Герасименко, Михаил Иванович
- Калугин, Игорь Михайлович (1937—2009)
- Каталевский, Григорий Захарович
- Каширов, Валерий Алексеевич
- Клочихин, Владимир Григорьевич
- Константинов, Борис Афанасьевич (1937—1996)
- Крючков, Иван Фёдорович (1934)[48]
- Кузьмин, Павел Иванович (1937)
- Кулаков, Владимир Павлович (1936—2004)
- Ларцев, Сергей Семёнович (1935—2015)
- Морозов, Игорь Алексеевич (лётчик) (1934) (лишён почётного звания Указом от 10.04.1985 г.)
- Панькин, Валентин Епифанович (1931—1997)
- Рохлов, Николай Алексеевич (1934)[49]
- Саутин, Игорь Александрович
- Сторчак, Николай Алексеевич
- Трибшток, Владимир Васильевич (1934)[50]
- Уманец, Алексей Михайлович (1937—1987)
- Швец, Игорь Владимирович
- Школин, Александр Михайлович

### 1982
Указ Президиума ВС СССР № 421 от 12.08.1982 г.
- Андрашин, Олег Григорьевич (1938)
- Антипенко, Владимир Павлович
- Белкин, Александр Григорьевич (1938)
- Боровиков, Борис Александрович
- Гришин, Виктор Владимирович (1934—2020)
- Дидык Алексей Архипович (1935—1998)
- Ёлкин, Владимир Николаевич
- Затюрюкин, Борис Васильевич
- Карпенко, Александр Степанович (лётчик)
- Корешков, Александр Александрович
- Лаптев, Герман Борисович
- Линник, Леонид Ильич (1937)
- Луканичев, Юрий Васильевич
- Мартынюк, Николай Каленикович (1928—2015)
- Некраха, Игорь Александрович (1934—2018)
- Олоновский, Анатолий Аркадьевич
- Печейкин, Анатолий Дмитриевич
- Попов, Юрий Иванович
- Проскурнин, Василий Владимирович (1943—2022)[51]
- Русанов, Евгений Александрович (1934—2019)
- Сальников, Евгений Тимофеевич
- Телков, Иван Васильевич (1934)
- Тушканов, Валентин Алексеевич

### 1983
Указ Президиума ВС СССР № 603 от 18.08.1983 г.
- Авдеев, Юрий Викторович
- Андрушко, Валентин Павлович
- Борщёв, Николай Петрович (1940)[52]
- Ванин, Вячеслав Васильевич
- Волков, Иван Петрович (1932)
- Григорьянц, Георгий Михайлович (1933)
- Гусаров, Николай Дмитриевич
- Железняк, Иван Иванович (? — ?)[53]
- Иваненко, Николай Григорьевич
- Каневский, Александр Кириллович
- Капцевич, Владимир Евгеньевич
- Качусов, Виталий Иванович
- Кирилловский, Геннадий Петрович
- Козлов, Юрий Николаевич
- Костюк, Борис Иванович (1935)
- Лазарев, Юрий Иванович
- Орленко, Антон Терентьевич
- Павлов, Виктор Николаевич
- Павлушкин, Жорж Сафронович (1937)
- Плужников, Николай Гаврилович (1935)
- Рагулин, Иван Фёдорович
- Сорокин, Василий Арсентьевич (1936—2014)[54]
- Тимофеев, Александр Иванович
- Урманов, Борис Ахметович
- Челышев, Валентин Александрович
- Шама, Юрий Павлович (1940)
- Шинкарев, Валентин Иванович

### 1984
Указ Президиума ВС СССР № 565 от 17.08.1984 г.
- Беляев, Виктор Михайлович (лётчик)
- Бушуев, Вячеслав Михайлович (1941)
- Воскресенкский, Константин Николаевич
- Гармаш, Юрий Михайлович (1936)
- Голяхов, Пётр Григорьевич
- Дворяшин, Иван Елисеевич (1931—2007)
- Дейнекин, Пётр Степанович (1937—2017)
- Зарубин, Николай Митрофанович (1933—2001)
- Кочегаров, Владимир Максимович
- Кудриков, Фёдор Федотович
- Матвеев, Владимир Михайлович (лётчик)
- Низамов, Ильсур Загретдинович (1935—2018)
- Новицкий, Павел Данилович (1936—1996)[55]
- Разенко, Леонид Васильевич
- Фёдоров, Валерий Константинович
- Чернов, Анатолий Тимофеевич
- Шамин, Павел Васильевич
- Шевченко, Георгий Яковлевич (1935)
- Юрьев, Игорь Васильевич

### 1985
Указ Президиума ВС СССР № 571 от 16.08.1985 г.
- Абрамов, Пётр Васильевич (1942)[56]
- Алькин, Владимир Гаврилович (1941)
- Анисимов, Олег Владимирович (1942)
- Байбаков, Владимир Матвеевич (1942)
- Беднов, Геннадий Петрович (1940)[57]
- Бурмистров, Александр Семёнович
- Гостев, Николай Васильевич
- Григорьев, Клим Илларионович (1942)[58]
- Демидов, Николай Степанович
- Дмитриев, Анатолий Васильевич (лётчик) (1945—2013)
- Дружеловский, Олег Николаевич
- Дудин, Александр Николаевич (1941—2003)
- Жуков, Иван Ефимович (1934—2021)
- Иванов, Валентин Степанович (1941—2024)[59]
- Климахин, Борис Васильевич (1932—2007)
- Кузьмин, Евгений Васильевич
- Леонов, Юрий Михайлович
- Масленников, Константин Васильевич
- Нужков, Станислав Васильевич
- Пустовит, Олег Фёдорович
- Рогов, Николай Андреевич
- Сафонов, Юрий Павлович
- Сосналиев, Султан Асламбекович (1942—2008)
- Тимченко, Владимир Павлович (1942)

### 1986
Указ Президиума ВС СССР № 703 от 15.08.1986 г.
- Абатин, Евгений Александрович (1934)
- Акчурин, Фарид Измаилович (1944)[60]
- Ананьин, Борис Михайлович (1931)
- Архаров, Борис Константинович (1933)[61]
- Боков, Леонид Фёдорович (1941)
- Васильев, Геннадий Борисович (1944—2021)
- Гордеев, Юрий Семёнович
- Евдокимов, Александр Николаевич (лётчик) (1942)[62]
- Киселёв, Александр Дмитриевич (летчик) (1940)
- Колесников, Владимир Иванович (лётчик) (1941)
- Леонтьев, Александр Иванович (лётчик) (1928)
- Лонгиненко, Вячеслав Викентьевич
- Настенко, Юрий Васильевич
- Павлючёнок, Иосиф Казимирович (1942)
- Паникаров, Юрий Григорьевич
- Пономарёв, Владимир Михайлович (1935—2007)[63]
- Свиридов, Евгений Павлович
- Скугарев, Олег Арсеньевич
- Сокол, Владимир Викторович
- Тельный, Анатолий Петрович
- Трапезников, Виктор Константинович (1941—2012)
- Трофимов, Николай Петрович (1943)[64]
- Храпонов, Илья Васильевич (1934)
- Шешена, Тимофей Семёнович
- Шпак, Виктор Петрович (1937)[65]

### 1987
Указ Президиума ВС СССР № 553 от 14.08.1987 г.
- Белоусов, Сергей Михайлович (лётчик)
- Бугорский, Эдуард Васильевич (1938)
- Ковалёв, Геннадий Лукич
- Козий, Иосиф Иванович (1941)[67]
- Колесов, Юрий Иванович
- Лучиц, Александр Максимович (1942)
- Матвеев, Виктор Павлович
- Попов, Юрий Андреевич
- Скрыпка, Валентин Алексеевич
- Соловьёв, Анатолий Иванович (лётчик)
- Храмцов, Алексей Алексеевич (1949)
- Чирков, Валерий Николаевич (1940)[68]
- Шатоха, Пётр Иванович (1935)

### 1988
Указ Президиума ВС СССР № 562 от 18.08.1988 г.
- Бокач, Александр Борисович
- Вялков, Виктор Григорьевич
- Ивлев, Владимир Васильевич (1947)[69]
- Кузнецов, Владимир Иванович (лётчик)
- Кураленя, Владимир Николаевич (1944—2019)[70]
- Ломако, Дмитрий Иванович (1944—2022)
- Маслаев, Владимир Васильевич (1936)
- Михайлов, Владимир Сергеевич (1943)
- Наганов, Александр Степанович (1937—2015)
- Руденко, Вячеслав Павлович
- Хренников, Валерий Павлович
- Хромченко, Александр Васильевич (1943)
- Черняев, Юрий Александрович
- Чеханков, Владимир Георгиевич